# Condado de Morrow (Ohio)
El condado de Morrow (en inglés: Morrow County), fundado en 1848, es uno de 92 condados del estado estadounidense de Ohio. En el año 2000, el condado tenía una población de 31,628 habitantes y una densidad poblacional de 30 personas por km². La sede del condado es Mount Gilead. El condado recibe su nombre en honor a Jeremiah Morrow. 

## Geografía
Según la Oficina del Censo, el condado tiene un área total de 1,055 km², de la cual 1,053 km² es tierra y 2 km² (0.28%) es agua.

### Condados adyacentes
- Condado de Crawford (norte)
- Condado de Richland (noreste)
- Condado de Knox (sureste)
- Condado de Delaware (suroeste)
- Condado de Marion (oeste)

## Demografía
Según la Oficina del Censo en 2000, los ingresos medios por hogar en el condado eran de $40,882, y los ingresos medios por familia eran $45,747. Los hombres tenían unos ingresos medios de $33,129 frente a los $22,454 para las mujeres. La renta per cápita para el condado era de $17,830. Alrededor del 9.00% de la población estaban por debajo del umbral de pobreza.

### Municipios
El condado de Morrow está dividido en 16 municipios:
| - Bennington - Canaan - Cardington - Chester | - Congress - Franklin - Gilead - Harmony | - Lincoln - North Bloomfield - Perry - Peru | - South Bloomfield - Troy - Washington - Westfield |